# Rhamphomyia intersita
Rhamphomyia intersita är en tvåvingeart som beskrevs av Collin 1960. Rhamphomyia intersita ingår i släktet Rhamphomyia och familjen dansflugor. Inga underarter finns listade i Catalogue of Life.